# Polystachya rivae
Polystachya rivae är en orkidéart som beskrevs av Georg August Schweinfurth. Polystachya rivae ingår i släktet Polystachya och familjen orkidéer. Inga underarter finns listade i Catalogue of Life.